# Levi Schwiebbe
Levi Schwiebbe, est un footballeur néerlandais né le 13 septembre 1986 à Gouda.

## Palmarès
Vierge